# 波兰大学列表

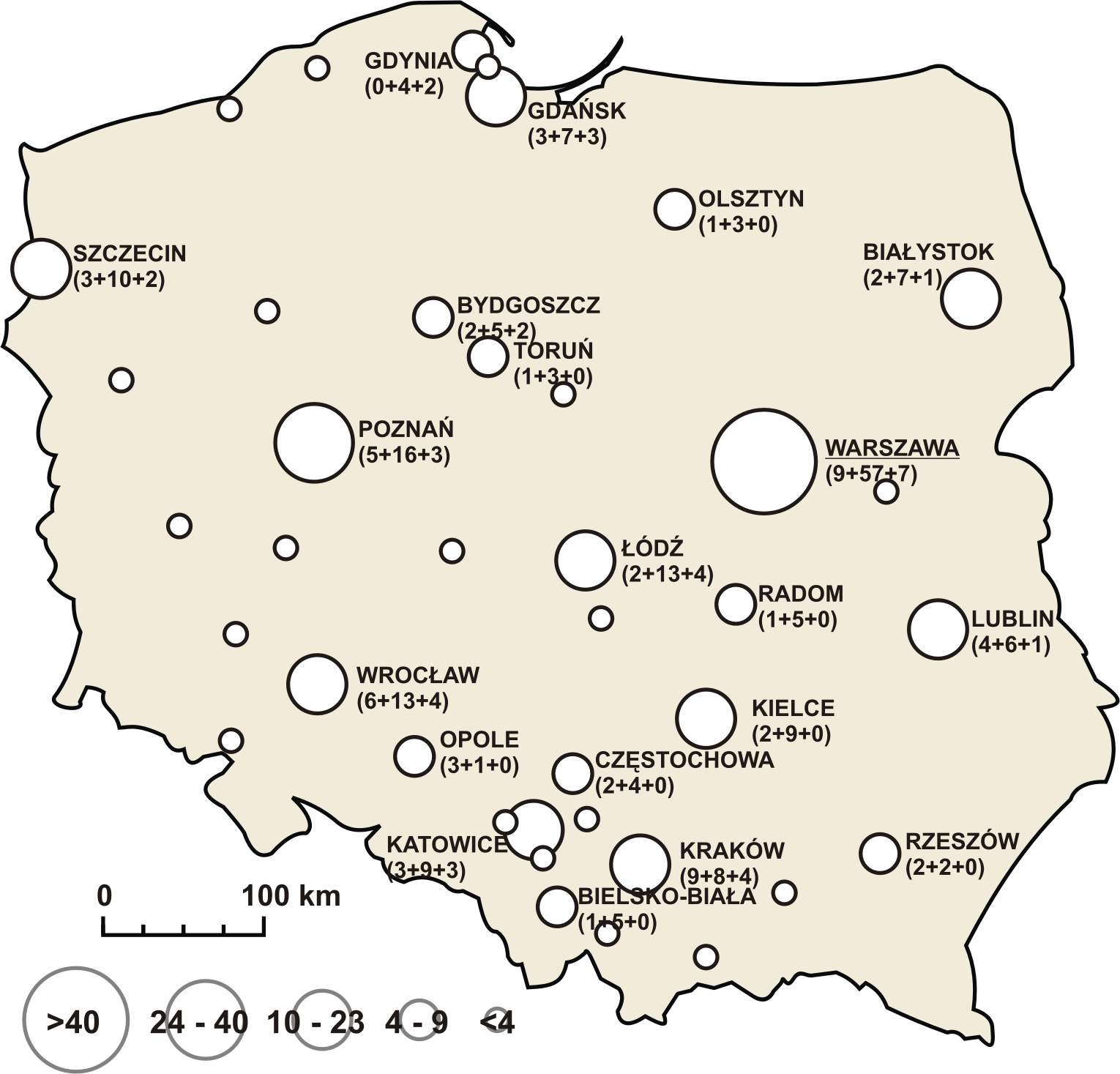
波蘭大學分佈

這是波蘭大學列表。在2010年，波蘭約有500所大學和大學級的高等教育學院，當中包括131所資助大學和326所私立大學，共有約二百萬個註冊學生。根據波蘭國會2011年3月18日的法案，大學依其法律地位及認可程度作分類。現有四十所資助大學及兩所私人大學被歸類為「古典大學」，在至少十個學科提供學士及碩士以上的博士學位，其餘則依其角色分類，如技術大學、醫科大學、理工大學等。波蘭境內有18個城市有一至五所國家資助大學，其中克拉科夫、波茲南和華沙有最多。

## 古典大學
| 大學名稱（波蘭語及簡稱）                                                    | 位置         | 創立年份 |
| --------------------------------------------------------------------------- | ------------ | -------- |
| 比亞維斯托克大學 (Uniwersytet w Białymstoku)                                | 比亞維斯托克 | 1997     |
| 卡齊米日大帝大學 (Uniwersytet Kazimierza Wielkiego w Bydgoszczy，UKW)       | 彼得哥什     | 1969     |
| 格但斯克大學 (Uniwersytet Gdański，UG)                                      | 格但斯克     | 1970     |
| 亞捷隆大學 (Uniwersytet Jagielloński, UJ)                                   | 克拉科夫     | 1364     |
| 若望·保祿二世天主教大學 (Katolicki Uniwersytet Lubelski Jana Pawła II, KUL) | 卢布林       | 1918     |
| 瑪莉亞·斯克沃多夫斯卡·居禮大學 (Uniwersytet Marii Curie-Skłodowskiej, UMCS) | 卢布林       | 1944     |
| 羅茲大學 (Uniwersytet Łódzki, UŁ)                                           | 羅茲         | 1945     |
| 瓦爾明斯科-馬祖爾斯基大學 (Uniwersytet Warmińsko-Mazurski w Olsztynie, UWM) | 奧爾什丁     | 1999     |
| 奧波萊大學 (Uniwersytet Opolski, UO)                                        | 奧波萊       | 1994     |
| 波兹南亚当·密茨凯维奇大学 (Uniwersytet Adama Mickiewicza w Poznaniu, UAM)   | 波茲南       | 1919     |
| 熱舒夫大學 (Uniwersytet Rzeszowski, UR)                                     | 熱舒夫       | 2001     |
| 卡托維茲西里西亞大學 (Uniwersytet Śląski, UŚ)                               | 卡托維茲     | 1968     |
| 什切青大學 (Uniwersytet Szczeciński, US)                                    | 什切青       | 1945     |
| 尼古拉·哥白尼大學 (Uniwersytet Mikołaja Kopernika w Toruniu, UMK)           | 托倫         | 1945     |
| 華沙大學 (Uniwersytet Warszawski, UW)                                       | 華沙         | 1816     |
| 史提芬·維申斯基主教大學 (Uniwersytet Stefana Wyszyńskiego, UKSW)            | 華沙         | 1954     |
| 弗羅茨瓦夫大學 (Uniwersytet Wrocławski, UWroc)                              | 弗羅茨瓦夫   | 1702     |
| 綠山城大學 (Uniwersytet Zielonogórski, UZ)                                  | 綠山城       | 2001     |

- 卡齊米日皇宮內華沙大學的辦公樓
- 亞捷隆大學中Collegium Novum的辦公樓
- 羅茲大學的管理學院
- 什切青大學法律及行政學院

- 瑪莉亞·斯克沃多夫斯卡·居禮大學的宿舍
- 卡齊米日大帝大學
- 尼古拉·哥白尼大學
- 瓦爾明斯科-馬祖爾斯基大學

- 弗羅茨瓦夫大學主樓
- 西里西亞大學的電腦科學學院
- 綠山城大學
- 格但斯克大學社會科學學院

## 理工大學
- 華沙理工大學（Politechnika Warszawska，华沙）
- 弗羅茨瓦夫理工大學（Politechnika Wroclawska，弗罗茨瓦夫）
- 波茲南理工大學（Politechnika Poznańska，波兹南）
- 格但斯克理工大学（Politechnika Gdańska，格但斯克）
- 西里西亚理工大学（Politechnika Śląska，格里维策）
- 羅茲科技大學

## 醫科大學
- 盧布林醫科大學
- 西里西亞醫學大學（英语：Śląski Uniwersytet Medyczny）  （页面存档备份，存于）

## 参看
- 波兰教育

## 腳註
1. ↑  中央統計辦公室 (波蘭): Studenci szkół wyższych (łącznie z cudzoziemcami) na dzień 30 XI 2008. （页面存档备份，存于） Number of students at Poland's institutions of higher education, as of November 30, 2008. Retrieved June 13, 2012. （波兰語）
2. ↑  Ustawa z dnia 27 lipca 2005 r. – Prawo o szkolnictwie wyższym, Dziennik Ustaw, 2005, No.164, pos.1365. （页面存档备份，存于） Legal Act of Polish Parliament. ISAP. Retrieved June 13, 2012. （波兰語）
3. ↑  比亞維斯托克大學 The Internet Archive. （英文）
4. ↑  卡齊米埃爾扎·維埃爾基埃戈大學 （页面存档备份，存于） （英文）
5. ↑  格但斯克大學 （页面存档备份，存于） （英文）
6. ↑  亞捷隆大學 （页面存档备份，存于） （英文）
7. ↑  若望·保祿二世天主教大學（英文）
8. ↑  瑪莉亞·斯克沃多夫斯卡·居禮大學 （英文）
9. ↑  羅茲大學 （页面存档备份，存于） （波兰語）
10. ↑  瓦爾明斯科-馬祖爾斯基大學 的存檔，存档日期2012-05-29. （英文）
11. ↑  奧波爾斯基大學 的存檔，存档日期2008-04-13. （英文）
12. ↑  亞當·密茨凱維奇大學 的存檔，存档日期2012-05-29. （英文）
13. ↑  熱舒夫大學 的存檔，存档日期2002-08-06. （英文）
14. ↑  西里西亞大學 的存檔，存档日期2012-06-25. （英文）
15. ↑  什切青大學 （页面存档备份，存于） （英文）
16. ↑  尼古拉·哥白尼大學 的存檔，存档日期2012-04-03. （英文）
17. ↑  華沙大學 的存檔，存档日期2012-09-12. （波兰語）
18. ↑  史提芬·維申斯基主教大學 的存檔，存档日期2012-05-02. （波兰語）
19. ↑  弗羅茨瓦夫大學 （页面存档备份，存于） （英文）
20. ↑  綠山城大學 的存檔，存档日期2012-07-04. （英文）